# Irabatha immaculata
Irabatha immaculata är en stekelart som beskrevs av Cheesman 1936. Irabatha immaculata ingår i släktet Irabatha och familjen brokparasitsteklar. Inga underarter finns listade i Catalogue of Life.